# Fabian Gerber
Fabian Gerber (* 28. November 1979 in München) ist ein ehemaliger deutscher Fußballspieler und heutiger -trainer.

## Karriere als Spieler
Der in Bayern zur Welt gekommene und seit 1985 in Niedersachsen aufgewachsene Sohn des ehemaligen Fußballprofis und Trainers Franz Gerber debütierte in der Saison 1998/99 für Hannover 96 in der 2. Bundesliga. Im Winter 1999/2000 wechselte Gerber zum FC St. Pauli, mit dem er 2001 in die Bundesliga aufstieg. Im Sommer 2001 schloss er sich dem Bundesligakonkurrenten SC Freiburg an, absolvierte elf Bundesligaspiele und stieg am Saisonende mit der Mannschaft in die 2. Bundesliga ab. Im Januar 2003 kehrte er zum FC St. Pauli zurück und stieg am Saisonende auch mit diesem Team ab. Obwohl erst in der Winterpause gekommen, war Gerber bester Torschütze der Kiezkicker in dieser Spielzeit. Beim FC St. Pauli war – wie schon in Hannover – Gerbers Vater Trainer.
Zur Saison 2003/04 wechselte Gerber zum Zweitligisten 1. FSV Mainz 05, mit dem er 2004 erstmals in der Vereinsgeschichte in die Bundesliga aufstieg. Auch im ersten Mainzer Erstligajahr war Gerber mit sieben Toren der beste Torschütze der Mannschaft. Im Sommer 2005 wurde er von etlichen Bundesligisten, darunter Hertha BSC, stark umworben, verlängerte aber seinen Vertrag bei den Mainzern. In Mainz setzte sich Gerber durch und bekam einen Stammplatz. Nachdem er seiner Form lange hinterhergelaufen war, hatte er sie zuletzt wiedergefunden und kämpfte mit seiner Mannschaft um den Klassenerhalt in der Bundesliga, was jedoch nicht gelang.
Im Sommer 2007 wechselte er für zwei Jahre zum griechischen Erstligisten OFI Kreta. Zur Saison 2009/10 kehrte Gerber zurück nach Deutschland zum FC Ingolstadt 04. In seiner ersten Saison beim FCI erreichte er mit seiner Mannschaft den dritten Platz in der 3. Liga. Im folgenden zweiten und entscheidenden Relegationsspiel gegen Hansa Rostock erzielte er beide Treffer zum 2:0-Auswärtserfolg und stieg mit den Ingolstädtern nach dem 1:0-Hinspielsieg in die 2. Bundesliga auf. Dort wurde sein Vertrag im Sommer 2013 nicht mehr verlängert, woraufhin er seine Karriere als Spieler beendete.

## Karriere als Trainer
Im Januar 2016 wurde Gerber neuer Trainer beim Regionalligisten BSV Rehden. Ein halbes Jahr später trennte sich der Verein von ihm.
Im Sommer 2017 wurde er Co-Trainer der Reservemannschaft seines ehemaligen Vereins 1. FSV Mainz 05.
Zur Saison 2018/19 wurde Gerber unter dem Cheftrainer Stefan Leitl Individualtrainer beim Zweitligisten FC Ingolstadt 04. Er behielt die Funktion auch unter den weiteren Cheftrainern Alexander Nouri, Jens Keller und Tomas Oral. Der FC Ingolstadt 04 stieg in der Relegation in die 3. Liga ab, woraufhin Cheftrainer Oral und Gerber den Verein verließen.
Zur Saison 2019/20 wechselte Gerber zum Bundesliga-Absteiger 1. FC Nürnberg und wurde neben Eric Orie Co-Trainer des neuen Cheftrainers Damir Canadi. Nachdem sich der Verein im November 2019 von Canadi und Orie getrennt hatte, verblieb Gerber neben dem neuen Co-Trainer Thomas Stickroth im Trainerstab des neuen Cheftrainers Jens Keller, unter dem er in der Vorsaison bereits beim FC Ingolstadt 04 gearbeitet hatte.
Anfang August 2021 verpflichtete Rot-Weiß Erfurt Gerber als Cheftrainer. Am Ende der Spielzeit 2021/22 stieg er mit dem Klub aus der fünftklassigen Oberliga Nordost in die Regionalliga Nordost auf, wo er mit dem Neuling in der Spielzeit 2022/23 zeitweise im Aufstiegskampf zur 3. Liga stand und als Tabellendritter abschloss.

## Sonstiges
Bei einem Motorradunfall im August 2002 erlitt Gerber schwere Verletzungen, die ihn zu einer mehrmonatigen Pause zwangen.